# Hans Bernard (Bildhauer)
Hans Bernard (* 10. März 1861 in Wilten, Tirol; † 26. Oktober 1945 in Wien) war ein österreichischer Bildhauer.

## Leben
Hans Bernard studierte von 1886 bis 1892 an der k. k. Akademie der Bildenden Künste in Wien bei Edmund von Hellmer und Carl Kundmann. 1889 erhielt er den Hofpreis II. Klasse. Er lebte als freischaffender Bildhauer in Wien und schuf Porträtstatuen, Büsten, Grabdenkmäler sowie dekorative Arbeiten für öffentliche und private Gebäude.

## Werke

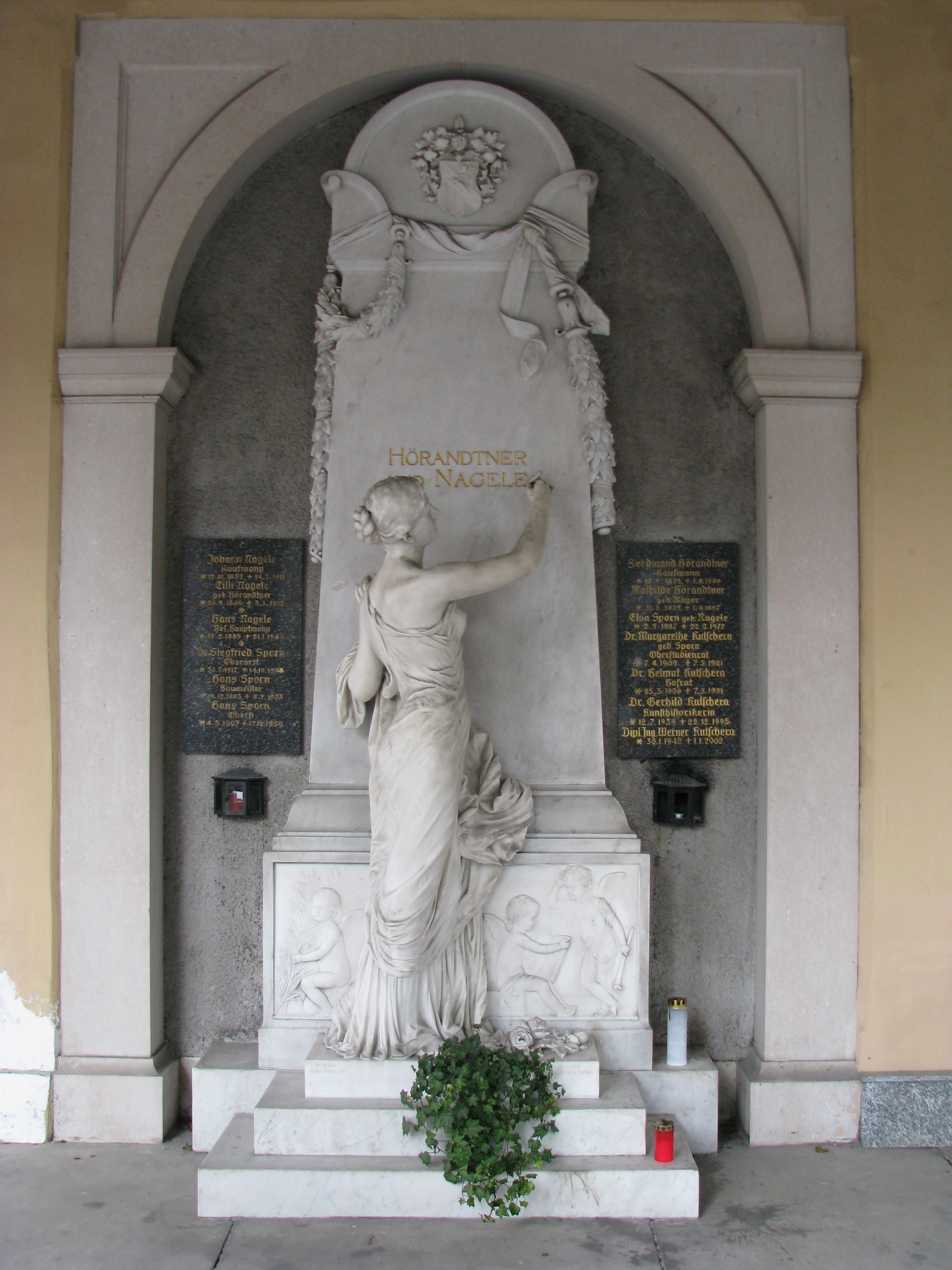
Grabdenkmal Hörandtner und Nagele, Westfriedhof Innsbruck

- Elsa und Lohengrin und Mignon, Tiroler Landesmuseum, 1890–1892
- Marmorbüste Shakespeares in der kaiserlichen Villa Achilleion auf Korfu, 1895[1]
- Kolossalstatue des Erlösers auf der Kuppel und Statue des hl. Antonius, Antonskirche, Wien, 1898[2]
- Grabdenkmal Familie Hörandtner, Westfriedhof, Innsbruck, um 1900[3]
- Grabdenkmal Familie Jurosch, Hietzinger Friedhof, 1906
- Porträtstatue Clemens Maria Hofbauer, Redemptoristenkirche, Wien
- Grabdenkmal der Familie Bernard, Friedhof St. Nikolaus, Innsbruck
- Grabdenkmal Familie Gausse, Wiener Zentralfriedhof